# Schönnewitz (Liebschützberg)
Schönnewitz ist ein Ortsteil der Gemeinde Liebschützberg im Landkreis Nordsachsen in Sachsen.

## Geografie und Verkehrsanbindung
Der Ort liegt östlich von Oschatz und westlich von Riesa an der S 31. Durch den Ort fließt die Döllnitz, ein linker Nebenfluss der Elbe, die weiter östlich fließt. Südlich verläuft die S 28 und die B 6 und östlich die B 182.

## Kulturdenkmale
In der Liste der Kulturdenkmale in Liebschützberg sind für Schönnewitz vier Kulturdenkmale aufgeführt, darunter
- das Mühlengebäude (An der Döllnitz 14; mit teilweise noch vorhandener technischer Ausstattung), das bau-, orts- und technikgeschichtlich von Bedeutung ist. Die ehemalige Wassermühle, bezeichnet mit 1887, ist ein zweigeschossiger massiver Putzbau mit Satteldach (Biberschwanzdeckung) und Mezzaningeschoss. Fenster- und Türgewände sind aus Sandstein, Fenster und Fensterscheiben sind original vorhanden. Die Tafel über der Tür, bezeichnet mit 1887, zeigt ein Mühlenrad und Zirkeldarstellung. Teile der Putzgliederung sind erhalten.